# Андронов, Лев Филиппович
Лев Филиппович Андронов (9 мая 1926, Ленинград, СССР — 20 марта 1980, Ленинград, СССР) — советский музыкант-гитарист, музыкальный педагог.

## Биография
В 1936 году десятилетний Андронов начал обучаться игре на шестиструнной гитаре в ленинградском Дворце пионеров у В. И. Яшнева. Во время Великой Отечественной войны был эвакуирован в село Черлак Омской области. Вернулся в Ленинград в 1944 году, поступил в вечернюю музыкальную школу для взрослых им. Н. А. Римского-Корсакова на класс баяна к П. И. Смирнову, с 1946 года обучался гитаре у П. И. Исакова. Вскоре вынужден был оставить обучение из-за работы. Лишь в 1968 году, уже будучи состоявшимся артистом, сдал экстерном школьные экзамены, позже окончил музыкальную школу и в 1977 году заочно окончил Ленинградскую консерваторию (обучался в классе А. Б. Шалова).
В 1944—1948 годах играл в оркестре баянистов П. И. Смирнова. В 1946 году года хорошо выступил на всесоюзном смотре художественной самодеятельности рабочих и служащих, участвовал в заключительных концертах смотра в Москве. С августа 1948 года по январь 1949 года работал гитаристом-солистом в Калуге. С апреля 1949 года по июнь 1954 года работал приёмщиком ОТК на ленинградской Фабрике народных музыкальных (щипковых) инструментов им. А. В. Луначарского. Одновременно в 1949 году создал дуэт с гитаристом-семиструнником В. Ф. Вавиловым, который просуществовал до 1962 года. Дуэт в 1957 году стал лауреатом Всесоюзного конкурса музыкантов-исполнителей (бронзовая медаль) и Международного конкурса гитаристов в рамках VI Всемирного фестиваля молодёжи и студентов (серебряная медаль). Также в 1954 году Андронов стал работать в Ленгосэстраде в качестве гитариста-солиста. В 1954—1955 годах был солистом ансамбля цыганской песни и пляски. В 1960 году стал дипломантом Всероссийского конкурса артистов эстрады. С того же времени был постоянным экспертом фабрики музыкальных инструментов им. Луначарского.
С 1963 года стал выступать с сольными гитарными концертами, много гастролировал. Записи его ленинградских концертов впоследствии транслировались на радио, также выступал на телевидении. Неоднократно встречался с гастролирующими по СССР зарубежными гитаристами, которые высоко оценивали исполнительское мастерство Андронова. Его много раз приглашали выступить с сольными концертами за рубежом, но из-за болезней и других причин за пределы СССР он выехал лишь однажды, выступив в 1970 году вместе с другими советскими артистами в Монголии на торжествах по случаю столетия со дня рождения В. И. Ленина. Выступал в дуэтах с домристом В. П. Кругловым, виолончелистом Б. М. Пергаменщиковым, балалаечником А. Б. Шаловым, скрипачкой Р. Сушанской. Был аккомпаниатором у певцов Б. Т. Штоколова, Г. А. Каревой, В. К. Ретюнского, К. И. Шульженко.
В 1966 году вышла пластинка Андронова с концертом для гитары с оркестром за авторством Б. В. Асафьева, записанным совместно с Академическим симфоническим оркестром Ленинградской государственной филармонии под управлением В. А. Федотова. В 1979 году была записана пластинка «Лев Андронов, гитара» с музыкой испанских композиторов. Гитара Андронова звучит в документальном фильме «Я — гитара», снятом в 1974 году (реж. Ю. Герштейн). В 1970-х входил в состав жюри всероссийских музыкальных конкурсов, участник московского фестиваля камерной музыки в 1973 году.
Также занимался преподавательской деятельностью. При неаполитанском оркестре Дома культуры им. Первой Пятилетки в Ленинграде с 1958 года вёл класс гитары. В 1961 году создал из своих учеников-гитаристов и приглашённых студентов консерватории струнный ансамбль под названием «Мелодия». Ансамбль выступал с романсами и песнями народов мира. Из-за активной гастрольной деятельности Андронов вынужден был вскоре оставить руководство коллективом.
В 1979 году Андронов перенёс сразу четыре инфаркта, из-за чего покинул Ленконцерт. Умер в Ленинграде 20 марта 1980 года, похоронен в Санкт-Петербурге на Большеохтинском кладбище.